# Chantal van den Broek-Blaak
Chantal van den Broek-Blaak, nata Blaak (Rotterdam, 22 ottobre 1989), è un'ex ciclista su strada olandese, specialista delle classiche, ha vinto il titolo mondiale in linea Elite a Bergen nel 2017.

## Carriera

### Gli esordi e i primi anni da Elite
Comincia a gareggiare nel ciclismo nel 2000, e tra le Juniores si laurea due volte campionessa nazionale a cronometro, nel 2006 e nel 2007.
Debutta tra le Elite nella stagione 2008 con il team AA Drink, ottenendo alcuni piazzamenti in gare olandesi. Con la squadra di Michael Zijlaard e Leontien van Moorsel gareggia fino al termine del 2012, anno di dismissione del sodalizio dopo due cambi di denominazione (Leontien.nl nel biennio 2009-2010, AA Drink-Leontien.nl dal 2011 al 2012). Nel 2009 comincia la stagione con alcuni buoni piazzamenti, tra cui il terzo posto al Ronde van Drenthe Worldcup, e con il secondo posto ai campionati nazionali in linea, mentre a inizio luglio a Hooglede si aggiudica il titolo europeo Under-23 in linea: nell'occasione taglia il traguardo in solitaria con 58" di vantaggio sulla seconda, Katie Colclough. A fine stagione partecipa per la prima volta alla prova in linea dei campionati del mondo, a Mendrisio, concludendo 23ª.
Nel 2010 non va oltre alcuni piazzamenti, pur di rilievo: è infatti sesta al Giro delle Fiandre, quinta al Ronde van Drenthe Worldcup e settima all'Open de Suède Vargarda in Svezia, tutte prove di coppa del mondo, oltre che seconda in una frazione del Tour de l'Aude e alla Valkenburg Hills Classic. L'anno dopo fa sua una tappa alla Ster Zeeuwsche Eilanden e la Erpe-Mere, e si classifica quarta al Grand Prix de Plouay e quinta allo Holland Tour; nel 2012, infine, si piazza seconda al Ronde van Gelderland e vince la medaglia di bronzo nella cronometro a squadre ai campionati del mondo nel Limburgo con i colori dell'AA Drink-Leontien.nl.

### 2013-2014: Tibco, Specialized e il primo successo in Coppa del mondo
Nel 2013 passa a vestire la maglia del team statunitense Tibco-To the Top, ma in stagione non vince alcuna corsa; ottiene comunque il quinto posto al Trofeo Alfredo Binda a Cittiglio, valido per la Coppa del mondo, il terzo nella Chrono Gatineau in Canada e l'ottavo nella classifica finale dello Holland Tour.
Nel 2014 passa quindi alla forte formazione tedesca Specialized-Lululemon. In stagione consegue tre successi individuali, nel Drentse 8 van Dwingeloo, in una tappa dell'Energiewacht Tour e soprattutto nell'Open de Suède Vargarda, valido per la Coppa del mondo, battendo in una volata a tre le connazionali Amy Pieters e Roxane Knetemann. Con le compagne della Specialized vince inoltre sia la cronometro a squadre dell'Open de Suède Vargarda (anch'essa parte del calendario di Coppa del mondo) che la cronosquadre dei campionati del mondo di Ponferrada.

### 2015-2017: i primi anni in Boels e il titolo mondiale a Bergen
Per il 2015 si trasferisce, insieme alla compagna Evelyn Stevens, al team Boels-Dolmans: durante l'anno vince la Le Samyn, una tappa all'Emakumeen Euskal Bira e la medaglia d'argento nella cronometro a squadre ai campionati del mondo di Richmond. Nella primavera del 2016, sempre in maglia Boels-Dolmans, si aggiudica a sorpresa due gare del neonato World Tour femminile, il WorldTour Ronde van Drenthe e la Gand-Wevelgem, piazzandosi inoltre terza al Giro delle Fiandre, e la seconda Le Samyn consecutiva. Nello stesso anno, dopo aver vinto una tappa all'Energiewacht Tour e aver concluso seconda ai campionati nazionali a cronometro, conquista la classifica finale dello Holland Tour; con le compagne della Boels-Dolmans vince inoltre, come due anni prima con la Specialized, sia la cronometro a squadre della prova Vårgårda WWT (valido per il World Tour) che quella dei campionati del mondo di Doha. A fine stagione è quarta nella classifica individuale del World Tour.
A inizio 2017 ottiene diversi piazzamenti nelle classiche – è seconda all'Omloop Het Nieuwsblad, quarta al Trofeo Alfredo Binda e terza al Giro delle Fiandre – e due successi di tappa allo Healthy Ageing Tour (già Energiewacht Tour), uno nella cronometro a squadre e uno in una frazione in linea. In giugno diventa campionessa nazionale in linea, imponendosi in solitaria sul traguardo di 's-Heerenberg; pochi giorni dopo con le compagne della Boels-Dolmans vince la cronometro a squadre di apertura del Giro d'Italia a Grado. Sempre con la Boels conquista la cronometro a squadre della prova Vårgårda WWT, e la medaglia d'argento di specialità, alle spalle del Team Sunweb, ai campionati del mondo di Bergen. È sempre a Bergen che, il 23 settembre, Blaak si laurea campionessa del mondo Elite in linea; nell'occasione allunga sulle compagne di fuga a circa 10 km dall'arrivo e giunge con 28" di vantaggio sulle prime inseguitrici.

## Palmarès
- 2006 (Juniores)

Campionati olandesi, prova a cronometro Juniores
- 2007 (Juniores)

Campionati olandesi, prova a cronometro Juniores
- 2009 (Leontien.nl, tre vittorie)

Parel van de Veluwe
Kasseien Omloop Exloo
Campionati europei, prova in linea Under-23
- 2011 (AA Drink-Leontien.nl, una vittoria, due vittorie)

2ª tappa Ster Zeeuwsche Eilanden (Middelburg > Flessinga)
Erpe-Mere - Erondegem
- 2012 (AA Drink-Leontien.nl)

Wielerronde van Nispen
- 2014 (Specialized-Lululemon, tre vittorie)

Drentse 8 van Dwingeloo
5ª tappa Energiewacht Tour (Veendam > Veendam)
Open de Suède Vargarda
- 2015 (Boels-Dolmans Cycling Team, due vittorie)

Le Samyn
3ª tappa Emakumeen Euskal Bira (Iurreta > Iturmendi)
- 2016 (Boels-Dolmans Cycling Team, cinque vittorie)

Le Samyn
WorldTour Ronde van Drenthe
Gand-Wevelgem
2ª tappa Energiewacht Tour (Winsum > Winsum)
Classifica generale Holland Tour
- 2017 (Boels-Dolmans Cycling Team, tre vittorie)

4ª tappa Healthy Ageing Tour (Finsterwolde > Finsterwolde)
Campionati olandesi, prova in linea
Campionati del mondo, prova in linea
- 2018 (Boels-Dolmans Cycling Team, quattro vittorie)

4ª tappa Healthy Ageing Tour (Hogeland > Winsum)
Amstel Gold Race
Campionati olandesi, prova in linea
5ª tappa Holland Tour (Sittard > Sittard)
- 2019 (Boels-Dolmans Cycling Team, una vittoria)

Omloop Het Nieuwsblad
- 2020 (Boels-Dolmans Cycling Team, due vittorie)

Le Samyn
Giro delle Fiandre
- 2021 (Team SD Worx, quattro vittorie)

Strade Bianche
Dwars door het Hageland
Classifica generale Holland Tour
Drentse Acht van Westerveld
- 2024 (Team SD Worx - Protime, una vittoria)

Campionati olandesi, Prova a cronometro Juniores

### Altri successi
- 2010 (AA Drink Cycling Team)

Ronde van Oostvorne (criterium)
Ronde van Lekkerkerk (criterium)
Oost Vlaams Criterium (criterium)
- 2010 (Leontien.nl)

Ronde van Oud-Vossemeer (criterium)
Berkelse Wielerdag (criterium)
- 2014 (Specialized-Lululemon)

3ª tappa, 2ª semitappa Energiewacht Tour (Midwolda, cronosquadre)
Open de Suède Vargarda TTT (cronosquadre)
Campionati del mondo, Cronometro a squadre
- 2016 (Boels-Dolmans Cycling Team)

1ª tappa Energiewacht Tour (Groninga, cronosquadre)
Vargarda UCI Women's WorldTour TTT (cronosquadre)
2ª tappa Holland Tour (Gennep, cronosquadre)
Campionati del mondo, Cronometro a squadre
- 2017 (Boels-Dolmans Cycling Team)

2ª tappa Healthy Ageing Tour (Baflo, cronosquadre)
1ª tappa Giro d'Italia (Aquileia > Grado, cronosquadre)
Vargarda UCI Women's WorldTour TTT (cronosquadre)
- 2018 (Boels-Dolmans Cycling Team)

3ª tappa, 2ª semitappa Healthy Ageing Tour (Stadskanaal, cronosquadre)
Vargarda UCI Women's WorldTour TTT (cronosquadre)

## Piazzamenti

### Grandi Giri
- Giro d'Italia

2010: 62ª
2011: 43ª
2013: non partita (6ª tappa)
2014: 38ª
2015: 49ª
2017: 40ª
2018: 50ª
2019: ritirata (6ª tappa)
2020: 18ª
2021: ritirata (10ª tappa)
2024: ritirata (7ª tappa)
- Tour de France

2022: 49ª
- Tour de l'Aude

2009: 30ª
2010: non partita (6ª tappa)

### Competizioni mondiali
- Campionati del mondo

Spa-Francorchamps 2006 - Cronometro Juniores: 18ª
Spa-Francorchamps 2006 - In linea Juniores: 11ª
Aguascalientes 2007 - Cronometro Juniores: 5ª
Aguascalientes 2007 - In linea Juniores: 10ª
Mendrisio 2009 - In linea Elite: 23ª
Melbourne 2010 - In linea Elite: ritirata
Copenaghen 2011 - In linea Elite: 98ª
Limburgo 2012 - Cronosquadre: 3ª
Ponferrada 2014 - Cronosquadre: vincitrice
Ponferrada 2014 - Cronometro Elite: 13ª
Ponferrada 2014 - In linea Elite: 17ª
Richmond 2015 - Cronosquadre: 2ª
Richmond 2015 - In linea Elite: 61ª
Doha 2016 - Cronosquadre: vincitrice
Doha 2016 - In linea Elite: 50ª
Bergen 2017 - Cronosquadre: 2ª
Bergen 2017 - In linea Elite: vincitrice
Innsbruck 2018 - Cronosquadre: 2ª
Innsbruck 2018 - In linea Elite: 44ª
Yorkshire 2019 - In linea Elite: 43ª
Imola 2020 - In linea Elite: 12ª
Fiandre 2021 - In linea Elite: 32ª
- Coppa del mondo/World Tour

CdM 2008: 56ª
CdM 2009: 18ª
CdM 2010: 12ª
CdM 2011: 17ª
CdM 2012: 124ª
CdM 2013: 22ª
CdM 2014: 9ª
CdM 2015: 35ª
WWT 2016: 4ª
WWT 2017: 14ª
WWT 2018: 12ª
WWT 2019: 31ª
WWT 2020: 16ª
WWT 2021: 9ª
WWT 2022: 26ª

### Competizioni europee
- Campionati europei su strada

Valkenburg 2006 - In linea Junior: 6ª
Sofia 2007 - Cronometro Junior: 19ª
Sofia 2007 - In linea Junior: 23ª
Hooglede 2009 - Cronometro Under-23: 25ª
Hooglede 2009 - In linea Under-23: vincitrice
Ankara 2010 - Cronometro Under-23: 18ª
Ankara 2010 - In linea Under-23: 9ª
Offida 2011 - In linea Under-23: 8ª
Plumelec 2016 - In linea Elite: 45ª
Herning 2017 - In linea Elite: 62ª
Glasgow 2018 - In linea Elite: 23ª
Alkmaar 2019 - In linea Elite: 28ª
Plouay 2020 - In linea Elite: 4ª
Trento 2021 - In linea Elite: ritirata
- Giochi europei

Baku 2015 - In linea: ritirata
Minsk 2019 - In linea: 66ª
Minsk 2019 - Cronometro: 2ª